# Александрія (Небраска)
Александрія (англ. Alexandria) — селище (англ. village) в США, в окрузі Теєр штату Небраска. Населення — 148 осіб (2020).

## Географія
Александрія розташована за координатами 40°14′51″ пн. ш. 97°23′16″ зх. д. / 40.24750° пн. ш. 97.38778° зх. д. (40.247547, -97.387837).  За даними Бюро перепису населення США в 2010 році селище мало площу 1,05 км², уся площа — суходіл.

## Демографія
Згідно з переписом 2010 року, у селищі мешкало 177 осіб у 82 домогосподарствах у складі 44 родин. Густота населення становила 169 осіб/км².  Було 105 помешкань (100/км²).
Расовий склад населення:
| - 93,8 % — білих - 0,6 % — корінних американців - 2,3 % — осіб інших рас |

До двох чи більше рас належало 3,4 %. Частка іспаномовних становила 2,3 % від усіх жителів.
За віковим діапазоном населення розподілялося таким чином: 25,4 % — особи молодші 18 років, 52,6 % — особи у віці 18—64 років, 22,0 % — особи у віці 65 років та старші. Медіана віку мешканця становила 43,3 року. На 100 осіб жіночої статі у селищі припадало 78,8 чоловіків;  на 100 жінок у віці від 18 років та старших — 88,6 чоловіків також старших 18 років.
Середній дохід на одне домашнє господарство  становив 37 383 долари США (медіана — 32 500), а середній дохід на одну сім'ю — 43 679 доларів (медіана — 41 250). За межею бідності перебувало 23,8 % осіб, у тому числі 3,0 % дітей у віці до 18 років та 6,1 % осіб у віці 65 років та старших.
Цивільне працевлаштоване населення становило 57 осіб. Основні галузі зайнятості: освіта, охорона здоров'я та соціальна допомога — 22,8 %, виробництво — 19,3 %, будівництво — 19,3 %.